# Carrot River Valley (circonscription saskatchewanaise)
Circonscription électorale provinciale du Canada
Carrot River Valley est une circonscription électorale provinciale de la Saskatchewan au Canada. Elle est représentée à l'Assemblée législative de la Saskatchewan depuis 1995.

## Géographie
En 2024, la circonscription comprend :
- Les communautés de Carrot River, Little Swan River (en), Elbow Lake (en), Clemenceau (en), Loiselle Creek, Erwood (en), Veillardville, Hudson Bay, Ruby Lake, Ceba, Chemong, Otosquen, Prairie River (en), Mistatim (en), Eldersley (en), Crooked River (en), Tisdale, Runciman, Zenon Park, Arborfield, Armley (en), Aylsham, Jordan River, Connell River, Battle Heights, Tobin Lake, Blue Jay, Nipawin, Codette (en), Moose Plains, White Fox (en) et Love (en).
- Les municipalités rurales de Hudson Bay No 394 (en), Porcupine No 395 (en), Bjorkdale No 426 (en), Tisdale No 427 (en), Arborfield No 456 (en), Connaught No 457 (en), Moose Ridge No 486 (en), Nipawin No 487 (en) et Torch River No 488 (en).
- Les communautés Premières Nations de Shoal Lake, Carrot River 29A (en), Red Earth 29 (en) et Opaskwayak.
- Le parc provincial de Wildcat Hill (en), la zone récréative de Woody River dans le Porcupine Hills (en) et la zone protégée de Waskwe River.

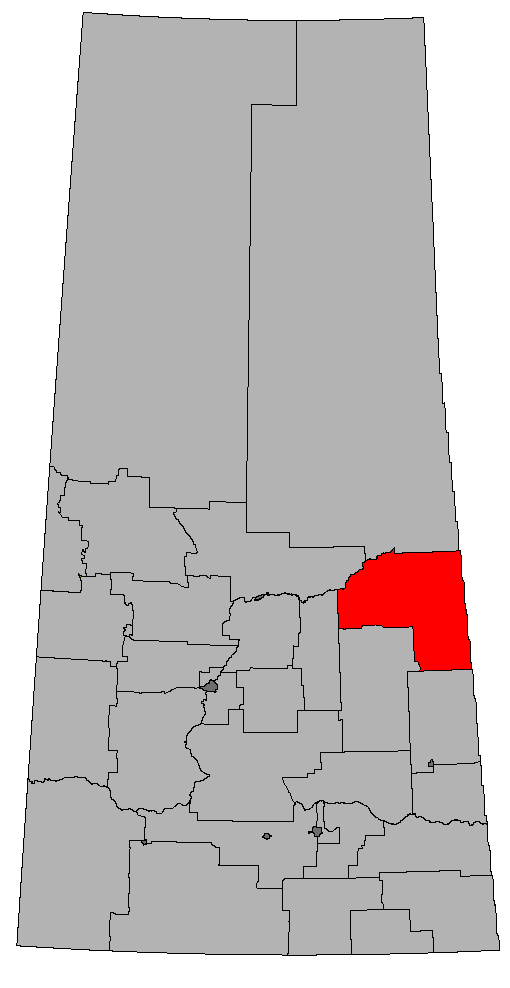
Frontière de la circonscription en 2016.
Frontière de la circonscription en 2022.

## Liste des députés
| Parlement                                                   | Années                                                      | Député                                                      | Député                                                      | Parti                                                       |
| Carrot River Valley                                         | Carrot River Valley                                         | Carrot River Valley                                         | Carrot River Valley                                         | Carrot River Valley                                         |
| Nouvelle circonscription issue de Kelsey-Tisdale et Nipawin | Nouvelle circonscription issue de Kelsey-Tisdale et Nipawin | Nouvelle circonscription issue de Kelsey-Tisdale et Nipawin | Nouvelle circonscription issue de Kelsey-Tisdale et Nipawin | Nouvelle circonscription issue de Kelsey-Tisdale et Nipawin |
| ----------------------------------------------------------- | ----------------------------------------------------------- | ----------------------------------------------------------- | ----------------------------------------------------------- | ----------------------------------------------------------- |
| 23e                                                         | 1995–1999                                                   |                                                             | Andy Renaud                                                 | Néo-démocrate                                               |
| 24e                                                         | 1999–2003                                                   |                                                             | Carl Kwiatkowski                                            | Saskatchewanais                                             |
| 24e                                                         | 2003-2003                                                   |                                                             | Allan Kerpan                                                | Saskatchewanais                                             |
| 25e                                                         | 2003–2007                                                   |                                                             | Allan Kerpan                                                | Saskatchewanais                                             |
| 26e                                                         | 2007–2011                                                   |                                                             | Fred Bradshaw                                               | Saskatchewanais                                             |
| 27e                                                         | 2011–2016                                                   |                                                             | Fred Bradshaw                                               | Saskatchewanais                                             |
| 28e                                                         | 2016–2020                                                   |                                                             | Fred Bradshaw                                               | Saskatchewanais                                             |
| 29e                                                         | 2020–2024                                                   |                                                             | Fred Bradshaw                                               | Saskatchewanais                                             |
| 30e                                                         | 2024–en cours                                               |                                                             | Terri Bromm                                                 | Saskatchewanais                                             |